# Backbeat

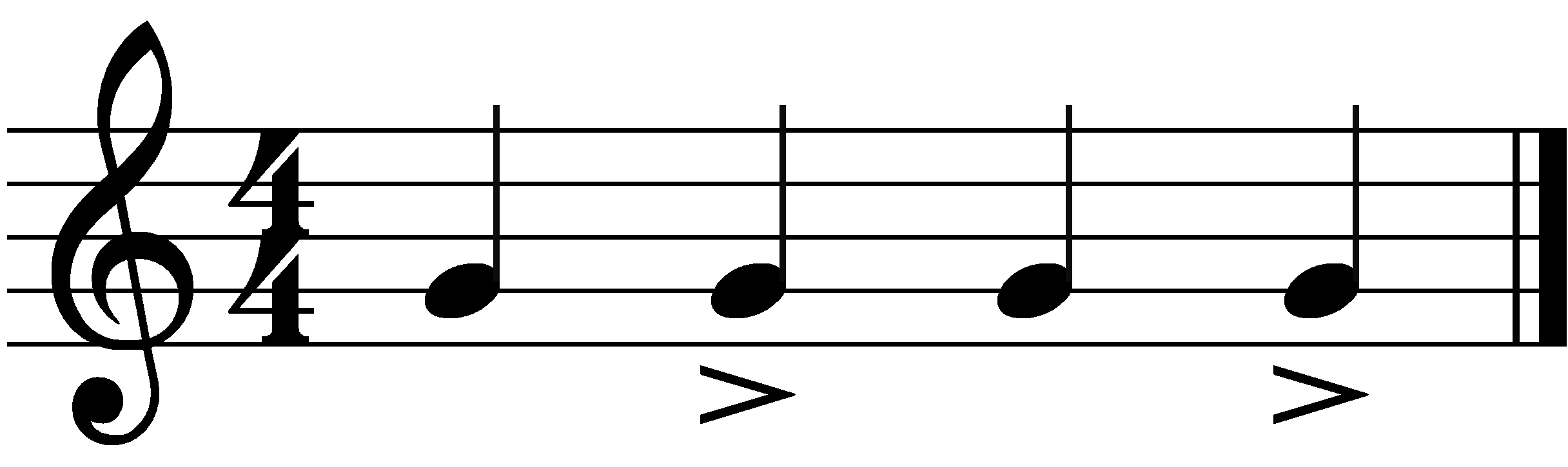
Der Backbeat-Rhythmus

Der Backbeat (engl. für Rückschlag) ist ein Anglizismus für ein rhythmisches Stilmittel in der Musik, der sich speziell beim Schlagzeugspiel der westlichen Popmusik inzwischen zu einem de facto Standard etabliert hat. Dabei werden die geraden Zählzeiten (im 4⁄4-Takt also 2 und 4) vor allem durch die Snaredrum (kleine Trommel) oder offene Becken betont.

## Geschichte
Der Backbeat wird seinen Ursprung in der Gospelmusik haben, wo Händeklatschen und Tamburin beim 4⁄4-Takt-Schema auf 2 und 4 den Gesang rhythmisch begleiteten. In die Popmusik gelangte er über den Boogie-Woogie, belegbar durch das Schlagzeugspiel im namensgebenden Back Beat Boogie von Harry James (1939), und dessen Einfluss auf den Rhythm and Blues. Als Pionier des Backbeat-Schlagzeugs gilt der Sessionmusiker Earl Palmer, dessen Betonungen erstmals auf The Fat Man von Fats Domino (10. Dezember 1949) zu hören sind. Der Backbeat ersetzte als energetischere Alternative für die Tanzmusik der Jüngeren den synkopierten Swing-Stil, gelangte über Rockabilly (z. B.: Bill Haley & The Comets Rock the Joint, 1952) in den Rock and Roll und dominiert seitdem das Rhythmusgefüge in der populären (Tanz-)Musik.
Einige Schlagzeuger verzögern den Backbeat auf der Snare Drum etwas, um ein entspannt wirkendes Feeling zu erzeugen ("delayed" oder "late" backbeat). Die Abstände zwischen den Schlägen 2 und 3 bzw. 4 und 1 sind dann minimal kürzer, um zu vermeiden, dass das Tempo absinkt. Beispiele dafür finden sich vor allem in der Rock- und Soul-Musik der späten 1960er bis mittleren 1970er Jahre, z. B. in den Aufnahmen "Green Onions" von Booker T. & the M.G.’s, "And Your Bird Can Sing" von The Beatles, "Hey Joe" von The Jimi Hendrix Experience und "Easy" von The Commodores. Häufig findet sich der verzögerte Backbeat in diesem Zeitraum auch im Spiel des Rolling Stones-Schlagzeugers Charlie Watts (z. B. "Monkey Man", "Wild Horses", "Sister Morphine", "Let it Bleed").

## Grundrhythmus
Der Grundrhythmus ist meistens folgender:
|          | 1 | + | 2 | + | 3 | + | 4 | + |
| Hi-Hat   | x | x | x | x | x | x | x | x |
| Snare    |   |   | x |   |   |   | x |   |
| Bassdrum | x |   |   |   | x |   |   |   |